# 信陵君
信陵君（？—前243年），姬姓，魏氏，名无忌，中国战国时代魏国人，是魏昭王的儿子，魏安王同父异母的弟弟，後世亦稱魏公子。信陵君是战国时代著名的政治家、军事家，魏安釐王时期官至魏国上将军，和平原君赵胜、孟尝君田文、春申君黄歇合称为“战国四公子”(或稱“養士四公子”)。

## 生平
信陵君生年不详。前277年，魏无忌的父亲魏昭王去世，魏无忌的哥哥魏圉继承魏国王位，是为魏安王，翌年把其弟魏无忌封於信陵（今河南宁陵），因而称为信陵君。

### 禮賢下士 廣招門客
魏无忌为人仁爱宽厚，礼贤下士，士人因而争相前往归附于他，最高峰时门下曾有三千食客。所以当时的魏无忌威名远扬，各诸侯国连续十多年都不敢动兵侵犯魏国。
一次，魏无忌与魏安釐王正在玩六博，北方边境传来警报，说赵国发兵进犯，正准备进入魏国边境。魏安釐王马上放下棋子，准备召集大臣商议对策。魏无忌劝阻魏安釐王说，这只是赵王在打猎，并不是發兵进犯，又接着和魏安釐王繼續玩，此时的魏安釐王惊恐不安，无心再玩。不久，从北方又传来消息，証实了魏无忌的话。魏安釐王大感惊诧，问魏无忌是怎么知道的。魏无忌告诉魏安釐王，他的门客当中有能深入探听赵王秘密的能人，可以随时向他报告赵王的行动。从此以后，魏安釐王畏惧魏无忌的贤能，尤其是對情報的掌握，不敢将国事交予他处理。

#### 虛位以待(虛左以待)
当时魏国有个隐士，叫侯嬴，已经七十岁，因家贫，做着（魏国都城，今開封）夷门的守门小吏。魏无忌听说此人后，前往拜访，并想馈赠一份厚礼，但侯嬴不肯接受。魏无忌于是设筵席大会宾客，等人来齐后，魏无忌带着车马和随从，空出馬車左边的上座(古禮以左為尊)，亲自到夷门去接侯嬴。侯嬴为考验一下魏无忌，径直坐上魏无忌空出的上座，还让魏无忌载他去拜访在街市做屠夫的朋友。魏无忌当即驾车来到街市，侯嬴下车前去会见他的朋友朱亥，而魏无忌则手执马缰在一边等待。此时，魏国的将军、丞相、宗室以及宾客们都已坐满堂，等魏无忌回来开宴，魏无忌的随从都在暗骂侯嬴，而魏无忌仍然是面色和悦，一直等到侯嬴聊完，才载着侯嬴回去赴宴。经过此事之后，魏无忌在魏国市井中得到了一个「礼贤下士」的好名声。

### 窃符救赵 邯鄲破秦
前260年，趙孝成王在和秦國的長平之戰中大敗，損失40多萬兵士。前257年，秦國的軍隊包圍了趙國都城邯鄲，形勢非常危急。趙國丞相平原君的妻子是魏無忌的姐姐，平原君趙勝多次向魏安釐王和魏無忌送信，請求魏國救援，魏安釐王派將軍晉鄙領兵十萬去救趙。秦昭襄王得到消息後，派使者威脅救趙即攻打魏國，魏安釐王懼怕，就派人通知晉鄙停止進軍，留在鄴紮營駐防，名義上為救趙，實際在觀望形勢發展。
平原君不断派使者前去魏国催促，并责备魏无忌不顾赵国和魏无忌姐姐的危亡。魏无忌为此忧虑万分，屡次请求魏安釐王出兵，门客也用尽各种办法劝说，但魏安釐王惧怕强大的秦国，始终不肯听魏无忌的意见。魏无忌估计魏王已不肯出兵救赵，又不想看着赵国灭亡，唇亡齒寒，于是凑齐战车一百多辆，打算带着门客前去赵国和秦军死拼。
魏无忌带着车队路过夷门时遇见侯嬴，于是把情况告诉了侯嬴。侯嬴劝阻魏无忌说，这样去就如同把肥肉扔给饥饿的老虎，一点作用都没有。并向魏无忌秘密献策，魏无忌去找魏安釐王的宠妃如姬帮忙，令如姬从魏安釐王的卧室内窃出晋鄙的虎符，因为魏无忌曾遣門客为如姬报杀父之仇，如姬肯定会为魏无忌效命。魏无忌听从了侯嬴的计策，前去请求如姬帮忙，如姬順利盗出兵符，魏无忌持符再次向侯嬴辞别，侯嬴又让魏无忌把大力士朱亥带上，以便晋鄙在看到兵符仍不交出兵权的情况下让朱亥击杀他。信陵君泣下。侯嬴曰：「公子畏死耶？」信陵君曰：「晉鄙老將無罪，恐不從，必當擊殺，是以悲泣，豈畏死哉？」公子至晉鄙軍之日，侯嬴北鄉自剄，以送公子。
魏无忌到了邺，拿出兵符假传魏安釐王的命令要代替晋鄙担任将领。晋鄙合了兵符，验证无误，但还是表示怀疑，在未和魏安釐王確認之前不想交出兵权。此时的魏无忌在不得已的情况下，只好让朱亥动手，用铁椎杀死晋鄙，强行夺权。
魏无忌统领晋鄙的军队后，命令士兵道：父子都在军中的，父亲归家，兄弟都在军中的，兄长归家，独子一人的，回家赡养父母。精选士兵八万开拔前线。与此同时，楚国也派出春申君黄歇救援赵国，在楚、魏、赵三国的联合下，反包围了进攻邯郸的秦军，秦将郑安平率领2万人投降，解除了邯郸之围。

#### 留赵十年
邯郸大捷后，魏无忌知道自己盗取魏安釐王的兵符，假传君令击杀晋鄙，魏安釐王一定会非常恼怒，所以魏无忌让将领们带着魏军返回了魏国，而魏无忌和他的门客留在了赵国。赵孝成王感激魏无忌窃符救赵的义举，把鄗（今河北柏乡县北）封赏给魏无忌作汤沐邑，魏安釐王也原谅了魏无忌的罪过，仍然让魏无忌享有信陵，而魏无忌一直留在赵国，十年没有回去。
魏无忌在赵国广交隐士，连隐于赌徒的毛公，和隐于酒馆裡的薛公等地位卑微的有才之人都会与他们交游，以求取贤士人才。所以天下的很多士人，包括平原君的门客都有很多转归于魏无忌的门下。

### 回魏拜將 河外破秦
前247年，恢复了元气的秦国以蒙驁率師大举进攻魏国，數敗魏師，魏安釐王为此焦虑不安，就派使者请魏無忌回国。魏無忌起初犹豫不决，經門客毛公和薛公的劝谕，终于决定回到魏国。魏無忌和魏安釐王兄弟两人十年未见，重逢时不禁相对落淚。魏安釐王任命魏無忌为上將軍，即魏軍最高統帥。魏無忌派使者向各诸侯国求援，各国得知魏無忌担任了上將軍，都纷纷派兵救魏。魏无忌率领五个诸侯国的联军在黄河以南大败秦军，秦国将领蒙骜战败而逃。联军乘胜攻至函谷关，秦军紧闭关门，不敢出关。經此合纵攻秦大勝，魏无忌声威大震，各诸侯的宾客都向他进献兵法，魏无忌编写成书，后世称为《魏公子兵法》。

### 美酒佳人 抑鬱而終
秦莊襄王甚厌恶魏無忌，于是派人持万斤黄金到魏国行贿，寻找晋鄙的旧门客，让他们在魏安釐王面前进魏无忌想自立为王的谣言：「諸侯徒聞魏公子，不聞魏王。」同时找人假意祝贺魏无忌，问他是否已经做了魏王。魏安釐王懼怕其功高震主，果然派人代替魏无忌任上将军。魏无忌知道自己被谣言詆毀，便推托有病不再上朝了。
魏无忌从此在家中与宾客夜夜豪饮，常縱情女色，终于在前243年因饮酒过度得病而死。同年，魏安釐王亦去世。秦国得知魏公子已死，就派蒙骜进攻魏国，攻占了二十座城池，设立了东郡。自此，秦國漸漸蠶食魏國，終於在18年後亡魏。
《史記·魏世家》記載，信陵君曾向魏安釐王上書預言：「夫韓亡之後，兵出之日，非魏無攻已。秦固有懷、茅、邢丘，城垝津以臨河內，河內共、汲必危；有鄭地，得垣雍，決熒澤水灌大梁，大梁必亡。」滅魏時，王賁果然引黃河、鴻溝水灌大梁三個月，大梁城被水浸壞，居民死亡數十萬人，魏王假投降，魏國滅亡。

## 身後評價
劉邦早年為遊俠，自青年时仰慕信陵君，他稱帝之后，每经大梁，都祭奠信陵君，命五戶人家為信陵君祭祀與掃墓。
時人
荀卿：「信陵君之於魏，可謂弼矣。」
後世
賈誼：「當此之時，齊有孟嘗，趙有平原，楚有春申，魏有信陵。此四君者，皆明智而忠信，寬厚而愛人，尊賢而重士。」
司馬遷：「信陵君之接巖穴隱者，不恥下交，有以也。名冠諸侯不虛耳。」
曹植：「若夫田文、無忌之疇，乃上古之俊公子也，皆飛仁揚義，騰躍道藝，游心無方，抗志雲際，凌轢諸侯，驅馳當世，揮袂則九野生風，慷慨則氣成虹霓。」
唐朝大詩人李白：「大梁貴公子，氣蓋蒼梧雲。若無三千客，誰道信陵君？救趙複存魏，英威天下聞。邯鄲能屈節，訪博從毛薛。夷門得隱淪，而與侯生親。」
司馬光：「故信陵君可以為人臣植黨之戒，魏王可以為人君失權之戒。」
唐順之：「竊魏之符以紓魏之患，借一國之師以分六國之災，夫奚不可者？」
清陳維崧有詞曰：「席帽聊蕭，偶經過信陵祠下。」
錢維城：「信陵君發一介之使，而諸侯奔命，莫敢後者，仁義著於人心，而威信足以奪之也。且信陵君豈遂能救民伐暴，效湯、武之所為哉？徒不急於功利，有救災恤患不忍人之心而已，威震天下，功業無與並。」
梁啓超：「信陵君去千乘之位，而入虎穴，以急朋友之難，吁，何可及也。論者以廁諸平原、孟嘗、春申之列，烏足以知公子。」
吳佩孚：「棋枰未定輸全局，宇宙猶存待罪身，醇酒婦人終氣短，千秋誰諒信陵君。（以信陵君暗諷張學良）」

## 家族
- 天祖：魏文侯斯
- 高祖：魏武侯擊
- 曾祖：魏惠王罃
- 祖：魏襄王嗣
- 父：魏昭王遫
- 同父异母兄：魏安釐王圉
- 同母或異母姊姊：公主或稱平原君夫人（姐夫：趙國平原君趙勝）
- 根據《新唐书·宰相世系表》，相傳魏無知為其孫，京兆杜陵王氏为其后裔

## 延伸阅读
[在维基数据编辑]
 《史記/卷077》，出自司馬遷《史記》

## 参看
- 战国
- 魏国
- 战国四公子

1. ↑  唐順之.  . 维基文库. 明朝.
2. ↑  《司馬遷，史記‧魏公子列傳》